# Lijst van nummer 1-hits in Spanje in 2011
Deze hits stonden in 2011 op nummer 1 in de Spaanse Single Top 50, de bekendste hitlijst in Spanje.
| Datum        | Artiest                  | Titel                |
| ------------ | ------------------------ | -------------------- |
| 9 januari    | Shakira & El Cata        | Loca                 |
| 16 januari   | Shakira & El Cata        | Loca                 |
| 30 januari   | The Black Eyed Peas      | The time (Dirty bit) |
| 6 februari   | The Black Eyed Peas      | The time (Dirty bit) |
| 13 februari  | Lady Gaga                | Born this way        |
| 20 februari  | Lady Gaga                | Born this way        |
| 27 februari  | Pablo Alboran            | Solamente tú         |
| 6 maart      | Pablo Alboran            | Solemente tú         |
| 13 maart     | Jennifer Lopez & Pitbull | On the floor         |
| 20 maart     | Jennifer Lopez & Pitbull | On the floor         |
| 27 maart     | Jennifer Lopez & Pitbull | On the floor         |
| 3 april      | Jennifer Lopez & Pitbull | On the floor         |
| 10 april     | Jennifer Lopez & Pitbull | On the floor         |
| 17 april     | Jennifer Lopez & Pitbull | On the floor         |
| 24 april     | Jennifer Lopez & Pitbull | On the floor         |
| 1 mei        | Jennifer Lopez & Pitbull | On the floor         |
| 8 mei        | Jennifer Lopez & Pitbull | On the floor         |
| 15 mei       | Jennifer Lopez & Pitbull | On the floor         |
| 22 mei       | Jennifer Lopez & Pitbull | On the floor         |
| 29 mei       | Jennifer Lopez & Pitbull | On the floor         |
| 5 juni       | Jennifer Lopez & Pitbull | On the floor         |
| 12 juni      | Jennifer Lopez & Pitbull | On the floor         |
| 19 juni      | Jennifer Lopez & Pitbull | On the floor         |
| 26 juni      | Shakira & Pitbull        | Rabiosa              |
| 3 juli       | Shakira & Pitbull        | Rabiosa              |
| 10 juli      | Shakira & Pitbull        | Rabiosa              |
| 17 juli      | Shakira & Pitbull        | Rabiosa              |
| 24 juli      | Shakira & Pitbull        | Rabiosa              |
| 31 juli      | Don Omar & Lucenzo       | Danza kuduro         |
| 7 augustus   | Don Omar & Lucenzo       | Danza kuduro         |
| 14 augustus  | Don Omar & Lucenzo       | Danza kuduro         |
| 21 augustus  | Don Omar & Lucenzo       | Danza kuduro         |
| 28 augustus  | Don Omar & Lucenzo       | Danza kuduro         |
| 4 september  | Don Omar & Lucenzo       | Danza kuduro         |
| 11 september | Don Omar & Lucenzo       | Danza kuduro         |
| 18 september | Don Omar & Lucenzo       | Danza kuduro         |
| 25 september | Don Omar & Lucenzo       | Danza kuduro         |
| 2 oktober    | Pitbull & Marc Anthony   | Rain over me         |
| 9 oktober    | Pitbull & Marc Anthony   | Rain over me         |
| 16 oktober   | Juan Magan               | Bailando por ahi     |
| 23 oktober   | Pitbull & Marc Anthony   | Rain over me         |
| 30 oktober   | Pitbull & Marc Anthony   | Rain over me         |
| 6 november   | Pitbull & Marc Anthony   | Rain over me         |
| 13 november  | Pablo Alboran            | Perdóname            |
| 20 november  | Pablo Alboran            | Perdóname            |
| 27 november  | Michel Teló              | Ai se eu te pego!    |
| 4 december   | Michel Teló              | Ai se eu te pego!    |
| 11 december  | Michel Teló              | Ai se eu te pego!    |
| 18 december  | Michel Teló              | Ai se eu te pego!    |
| 25 december  | Michel Teló              | Ai se eu te pego!    |